# Michelangelo Pistoletto

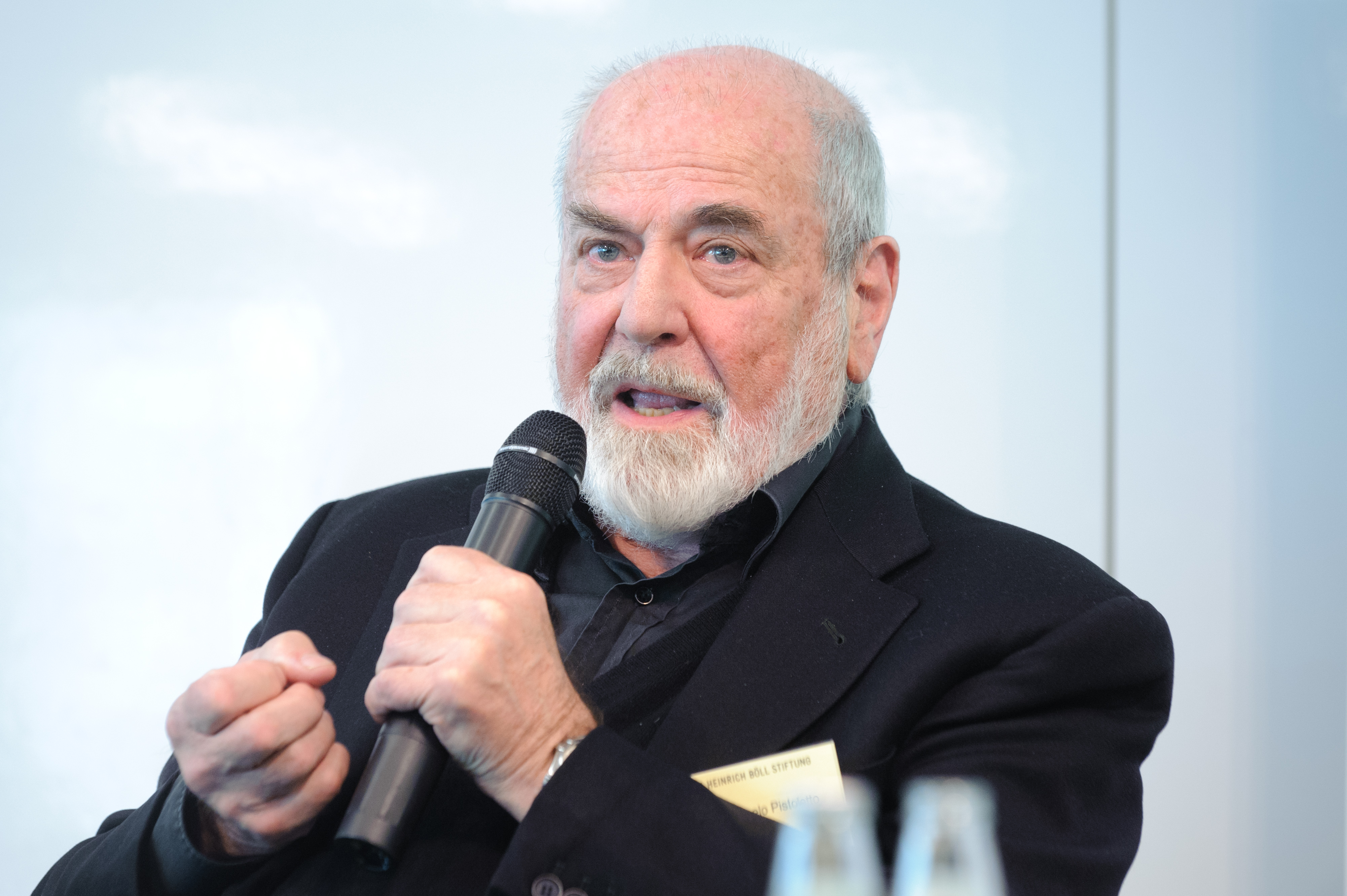
Michelangelo Pistoletto (2012)

Michelangelo Pistoletto (* 23. Juni 1933 in Biella) ist ein italienischer Maler, Aktions- und Objektkünstler und Kunsttheoretiker. Pistoletto wird zu den Hauptvertretern der italienischen Arte Povera gezählt; sein Werk befasst sich überwiegend mit der Thematik der Reflexion und der Vereinigung von Kunst und Alltag im Sinne eines Gesamtkunstwerks.

## Leben und Werk
Pistoletto arbeitete von 1947 bis 1958 in der Restaurationswerkstatt seines Vaters in Turin. In den 1950er Jahren begann er erste figurative Arbeiten und Selbstporträts zu malen. 1959 nahm er an der Biennale di San Marino teil. Seine erste Einzelausstellung hatte er im Folgejahr in der Galleria Galatea in Turin. Anfang der 1960er Jahre begann Pistoletto mit figurativen Malereien und Selbstporträts, die er auf einem monochromen, metallischen Hintergrund anlegte. Später kombinierte er die Malerei mit Fotografien in Collagetechniken auf spiegelnden Hintergründen. Dabei benutzte er als Malgrund teilweise konkave oder konvexe Zerrspiegel, welche den Betrachter im Verhältnis zu den gemalten, realistisch wirkenden Figuren entweder als zu groß oder zu klein erscheinen ließen. Schließlich ging er dazu über, fotorealistische Szenarien im Siebdruckverfahren auf die auf Hochglanz polierten Stahlplatten zu drucken, so dass der Betrachter fast völlig mit dem Dargestellten verschmilzt. Mitte der 1960er machte ihn die Galeristin Ileana Sonnabend dem internationalen Publikum bekannt.
1965/66 entstand die Werksserie Oggetti in meno (Minus Objects), die zu Pistolettos frühesten plastischen Arbeiten gehört. 1966 hatte Pistoletto seine erste Einzelausstellung in den USA am Walker Art Center in Minneapolis. 1967 wurde sein Werk auf der Biennale von São Paulo mit dem Hauptpreis ausgezeichnet. Im gleichen Jahr begann Pistoletto damit, sein Interesse auf die Performance sowie auf Videokunst und Theater zu richten. Mit der von ihm gegründeten Aktionskunstgruppe Zoo Group entstanden von 1968 bis 1970 verschiedene Performances, die im Atelier, in öffentlichen Einrichtungen oder auf den Straßen von Turin oder anderen Großstädten stattfanden. Wie schon in Pistolettos zweidimensionalen und skulpturalen Werken, sollte die Einheit von Kunst und Alltag aufgezeigt werden.
Pistoletto stellte 1969 in der Albright-Knox Art Gallery in Buffalo, New York State aus, 1993/1994 in der Kestner-Gesellschaft in Hannover. Michelangelo Pistoletto war viermal auf einer documenta in Kassel vertreten: 1968 auf der 4. documenta, 1992 auf der Documenta IX, 1997 auf der Documenta X und 2002 auf der Documenta11. Im Jahr 2009 stellten Michelangelo Pistoletto und Salvatore Garau gemeinsam in der Ausstellung „Di tanto mare. Salvatore Garau - Michelangelo Pistoletto“ aus.

### Arte Povera
Zunehmend bediente sich der Künstler an alltäglichen, „banalen“ und schäbigen Requisiten für seine Arbeiten: Die Installation Venere degli stracci (Venus of the Rags/Venus in Lumpen) von 1967 ist ein deutlicher Fingerzeig auf diese neue „Armenkunst“ (arte povera): Die Kopie einer „klassisch-schönen“ Aphroditestatue, die vor einem Haufen alter Kleidungsstücke steht. Das Werk erhielt große Resonanz: Pistoletto, der unter dem amerikanischen Einfluss der „Post-Pop-Art“ und des Fotorealismus begann, wurde schnell von Galeristen und Kritikern als signifikanter Vertreter des neuen, vornehmlich italienischen Trends der „Arte Povera“ in den Katalogen geführt. Vor dem Hintergrund der Studentenunruhen 1968 zog Pistoletto seine Teilnahme an der Biennale von Venedig zurück. In den Folgejahren befasste sich Pistoletto mit konzeptuellen Ideen, die er in Buchform vorlegte (L' uomo nero. 1970). 1974 zog er sich fast völlig aus dem Kunstgeschehen zurück: er machte ein Examen als Skilehrer und hielt sich die meiste Zeit in der Bergwelt von San Sicario auf. Ende der 1970er fertigte er Skulpturen, Köpfe und Torsi aus Polyurethan und Marmor und rezipierte dabei antike Artefakte und verfolgte – unter anderem in den USA in Athens, Atlanta und San Francisco – weiterhin Performance- und Theaterprojekte. Anfang der 1980er präsentierte er Theaterarbeiten, so Anno Uno (März 1981) im Teatro Quirino in Rom.
Seit 1990 lebt und arbeitet Pistoletto in Turin.

### Cittadellarte – Fondazione Pistoletto
1994 proklamierte Michelangelo Pistoletto sein Programm Progetto Arte, welches die kreative und sozialökonomische Vereinigung sämtlicher Bereiche menschlichen Daseins, im engeren Sinne die systematische Kombination sämtlicher Errungenschaften und Erkenntnisse der Zivilisation mit den Aspekten der Kunst – so Mode, Theater, Gestaltung usw. – zum Ziel hat. In diesem Kontext gründete er 1996 in einer ausrangierten Textilfabrik bei Biella die Kunststadt Cittadellarte – Fondazione Pistoletto als Zentrum und „Labor“ zur Förderung und Erforschung kreativer Ressourcen und zur Produktion innovativer Ideen und Möglichkeiten. Die Cittadellarte ist in verschiedene Ämter/Büros (Arbeit, Erziehung, Kommunikation, Kunst, Nahrung, Politik, Spiritualität und Wirtschaft) unterteilt, die sich in einem intermedialen Netzwerk untereinander austauschen. Obwohl als geschlossenes System konzipiert, ist die Transparenz zur Außenwelt ein wesentlicher Gesichtspunkt der Cittadellarte.

## Auszeichnungen
- 2003: Goldener Löwe der Biennale de Venezia für das Lebenswerk[5]
- 2013: Praemium Imperiale
- 2018: Roswitha Haftmann-Preis

## Werke (Auswahl)

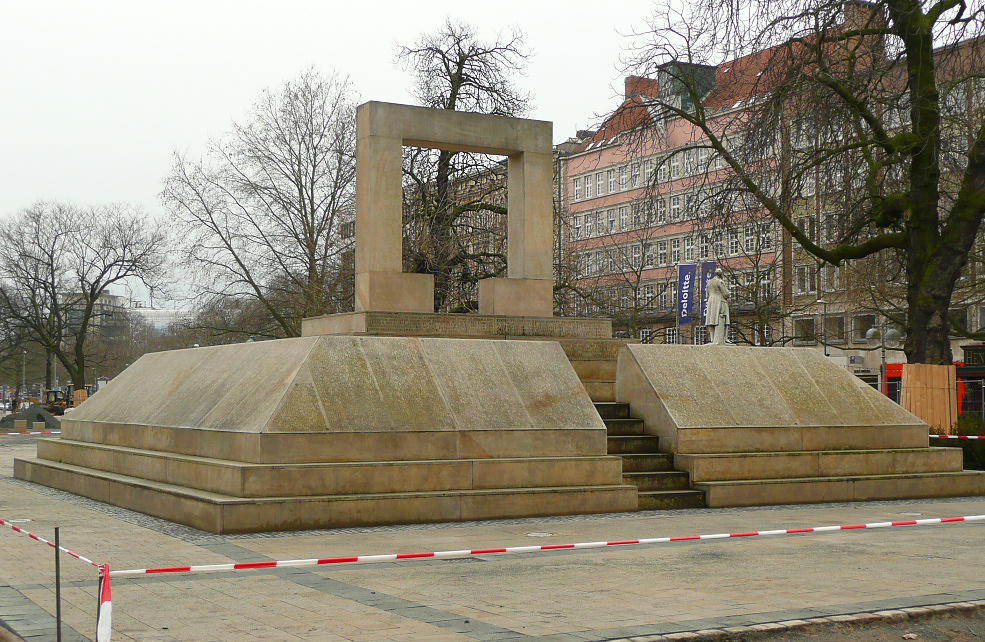
Mahnmal für die ermordeten Juden Hannovers auf dem Opernplatz in Hannover

- 1976/92: Scaffale (Bookcase) – Metall und Email, div. Ausführungen, Tate Gallery
- 1962/82: Uomo in piedi (Standing Man) – Serigrafie auf poliertem Stahl, Tate Gallery
- 1967/74: Venere degli stracci (Venus of the Rags) – Skulptur und Textilien, Tate Gallery
- 1965/66: Oggetti in meno (Minus Objects) – verschiedene Objekte, Guggenheim Museum
- 1968: L'homme au téléphone, Malerei auf Stahl collagiert und auf eine Holztür montiert.[6]
- 1994: Mahnmal für die ermordeten Juden Hannovers auf dem Opernplatz, Hannover, an der Georgstraße
- 1997: L'ala di Krems. Der Flügel von Krems, Krems an der Donau[7]
- 2013: Fourteen Less One, vollendet im August durch Lars-Ole Walburg in der Ausstellung der schein, Kestnergesellschaft

## Bibliographie

### Schriften von Michelangelo Pistoletto
- Das Dritte Paradies Übersetzung von Johannes Schlebrügge, Wien 2012, ISBN 978-3-902833-30-3
- Der schwarze Mann. Die unerträgliche Seite. Übers. v. Johannes Schlebrügge, Pakesch und Schlebrügge, Wien 1997, ISBN 3-85160-004-5
- Michelangelo Pistoletto. Actar, 2000, ISBN 84-95273-28-4